# Етнографічний музей в Приштині
Етнографічний музей в Приштині — музей, який знаходиться в столиці (адміністративному центрі) Косово. Розташований в комплексі Еміна Джику, пам'ятці культури XVIII століття. Колись цим будинком володіла родина Еміна Джиколлі. Еміна Джиколлі перекладається як «маленька людина» (тур. Eminçik). У музеї експонуються предмети, пов’язані зі способом життя мешканців Косово за часів Османської імперії. 

## Історія
У 2002 році Етнографічний музей відкрив виставку постійного характеру, на якій було представлено старовинний одяг, інструменти, меблі, стару зброю тощо. 
До 1990 року комплекс Еміна Джику виконував функцію природознавчого музею, а після завершення міжнародних акцій з охорони природи у 2003 році, був перетворений на етнографічний музей, в якому розміщена велика колекція традиційних костюмів, а також посуду, елементів ручної роботи та інших інструментів, що використовувалися в повсякденному житті. Вищезгадана колекція знаходиться у двох центральних корпусах комплексу (віллі та гостьовому будинку), які розташовані у внутрішньому дворі, тоді як у вхідному дворі одна з будівель здається за спеціальним контрактом сучасному Мистецькому центру «Стаціон». Конюшня комплексу залишається невикористаною по сьогоднішній день, хоча є постійні обіцянки директора музею перетворити її на ресторан традиційного харчування.

## Колекція

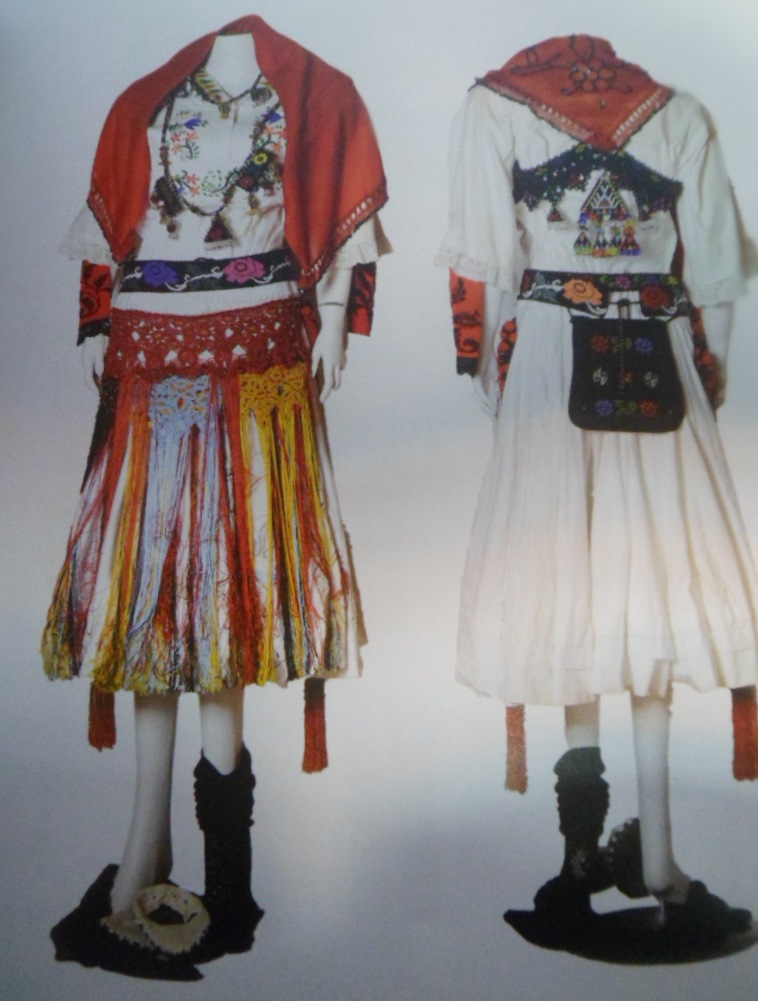
Традиційні весільне вбрання XX століття
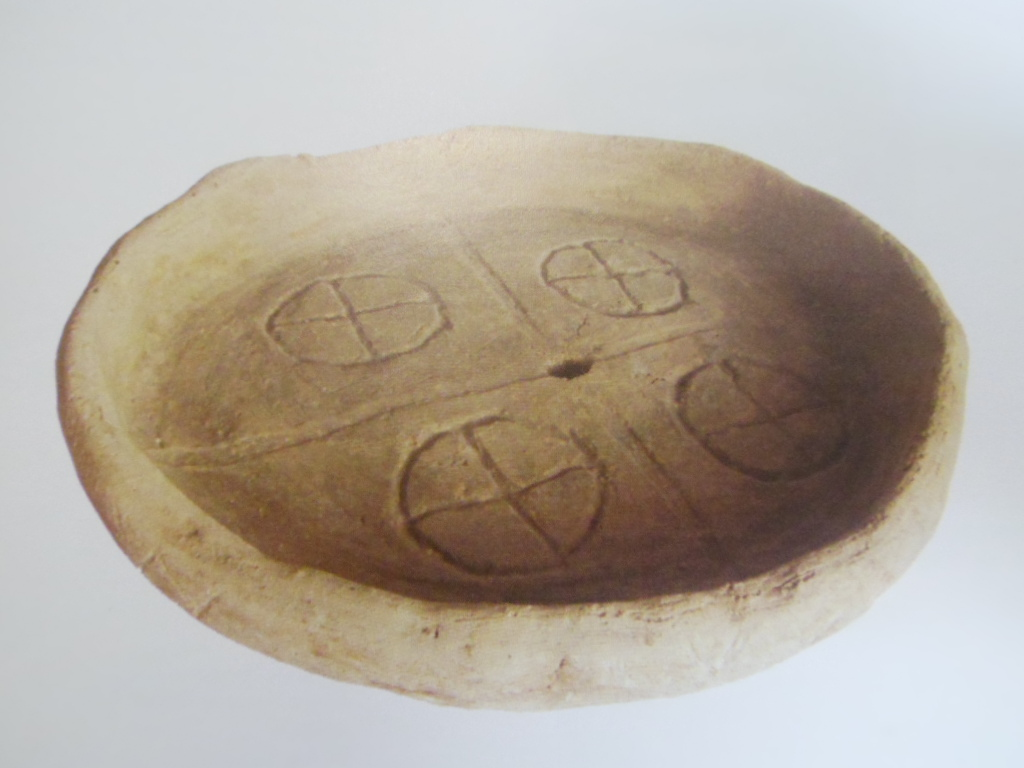
Керамічна посудина
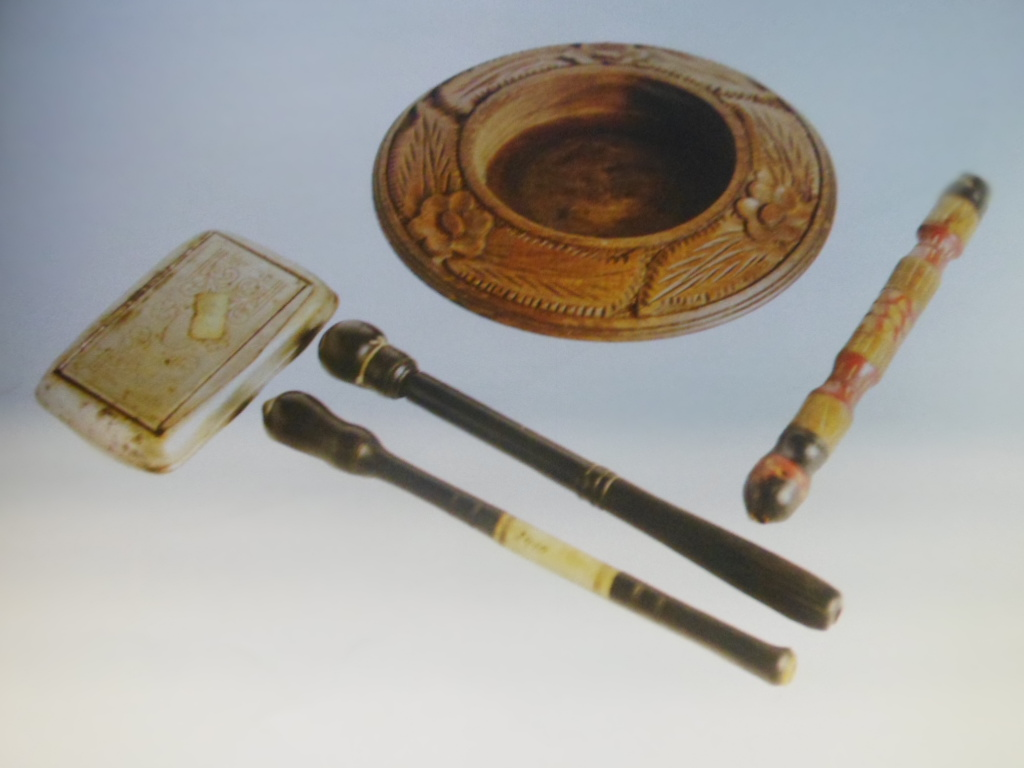
Дерев'яні предмети
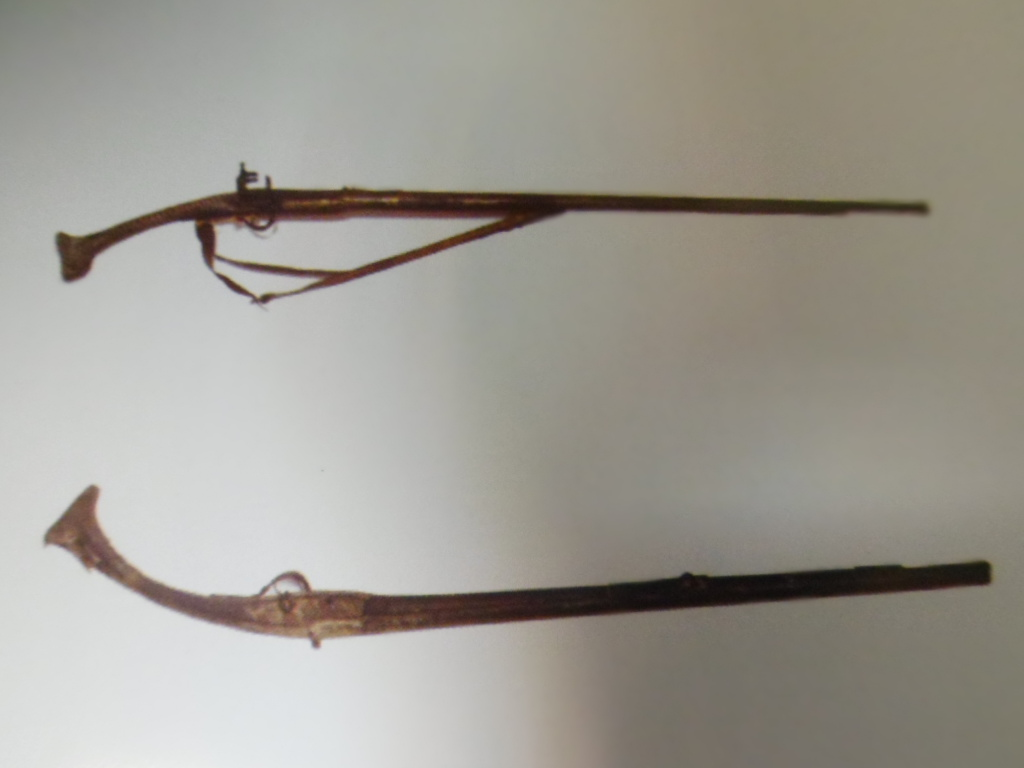
Зброя "Каранфиле" 1872 року
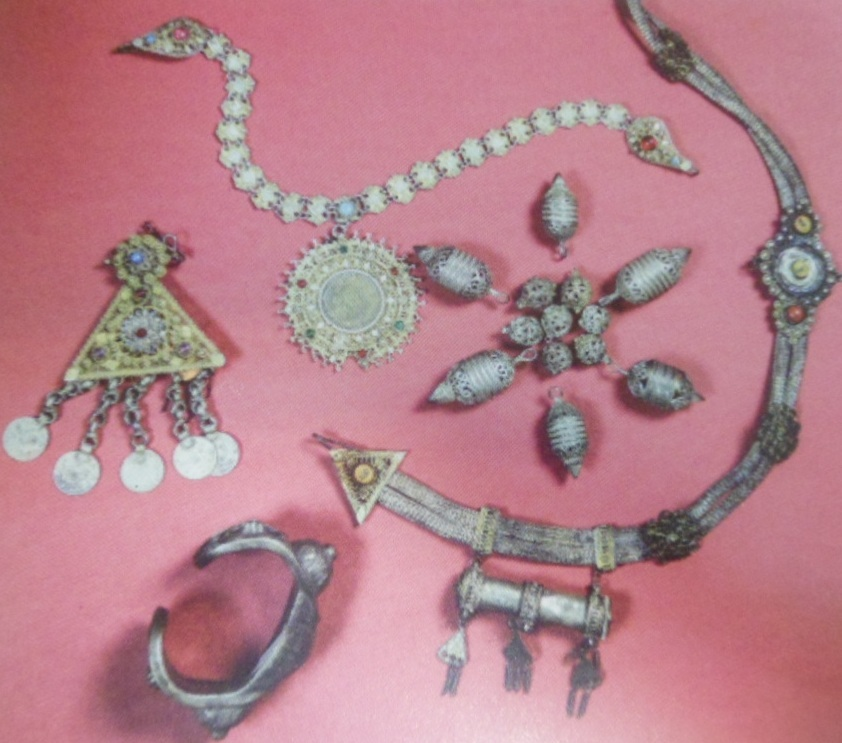
Жіночі аксесуари
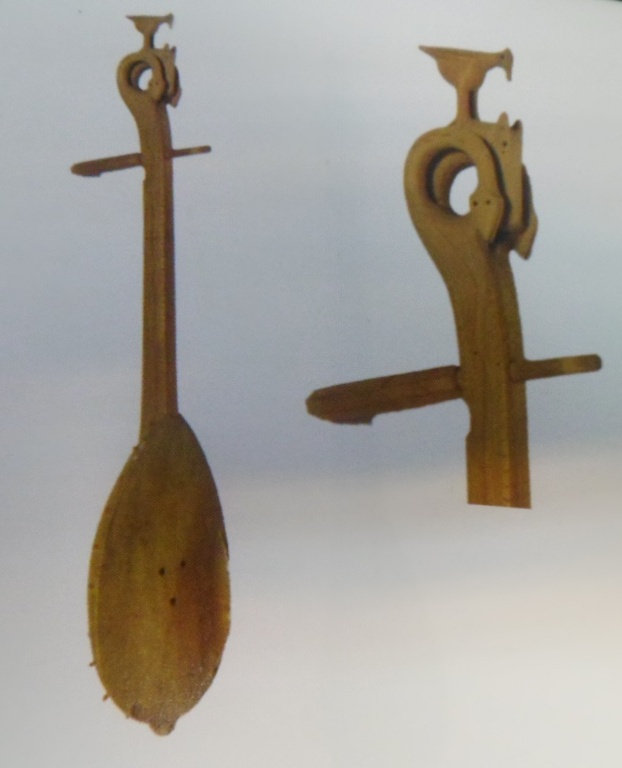
Інструмент XX століття